# 阿諾·索末菲
阿諾·約翰內斯·威廉·索末菲（1868年12月5日—1951年4月26日），德國物理學家，量子力學與原子物理學的開山始祖之一。他發現了精細結構常數，一個關於電磁相互作用的很重要的常數。他也是一位傑出的老師，教導和培養了很多優秀的理論物理學家。
索末菲是目前為止教導過最多諾貝爾物理學獎得主的人，他首先提出第二量子數（角量子數）和第四量子數（自旋量子數），並且提出精細結構常數和開創了X射線波動理論。

## 生平
索末菲的家鄉，東普魯士的柯尼斯堡有一所享負盛名的大學，柯尼斯堡大學。索末菲申請到在柯尼斯堡大學讀書。他學習的是數學和自然科學。畢業後，他又繼續攻讀博士學位。數學家費迪南德·馮·林得曼是他的博士論文指導老師。而數學家阿道夫·赫維茲和大衛·希爾伯特及物理學家埃米尔·约翰·维舍特也讓他受益良多。此外，他在參加德意志領邦同盟的學生聯合會時臉上留下了因擊劍造成的傷疤。索末菲在1891年(23歲)時取得博士學位。得到博士學位後，因為要領取教師證明，索末菲仍舊留在柯尼斯堡準備功課。1892 年，他順利地通過了全國考試，獲得教師證明。然後，他又進入軍隊服役，經過一年的訓練，於 1893 年 9 月，完成兵役。但索末菲在服完兵役8年後又服了8週的自願役。隨著鬍子的出現、逐漸變好的體格及普魯士人的舉止和臉上因擊劍造成的傷疤，他給人一種身為輕騎兵裡的上校的印象。

### 哥廷根大學
1893 年 10 月，索末菲幸運地靠著私人關係進入德國的數學中心哥廷根大學，成為  教授在礦產學院的助理。 教授曾經在柯尼斯堡大學教過書，是索末菲家庭的老朋友。
1894 年 9 月，索末菲成為數學家费利克斯·克莱因的助理，紀錄課堂的講課內容。這樣，學生可以在數學讀書室溫習他的筆記。他也是數學讀書室的管理員。在克萊因的細心督導下，他通過了德語國家教授資格考試，准許他成為私人講師 (Privatdozent) 。1895 年開始，他正式任職為哥廷根大學的私人講師。身為一位私人講師，索末菲在哥廷根大學主要教導各種各樣的數學和物理數學，他授課的解偏微分法更是哥廷根大學第一次開的課程，他再把內容加以整理後成為六冊的教材《理論物理學講義》中的一冊《偏微分方程物理數學》。1895和1896這兩年，在克萊因教導旋轉物體之下，索末菲和克萊因出了一套四冊的教材《Die Theorie des Kreisels》，這本書是他們13年(1897-1910)來的研究成果。前兩冊主要在談理論，而後兩冊是有關地球物理學、天文學和科技的應用。由於跟克萊因的關係，讓索末菲專心於應用數學和講課的技巧。
在哥廷根大學，他遇到了未來人生的伴侶，约翰娜·赫普夫纳（Johanna Höpfner） ，哥廷根大學的政府官的女兒。1897 年10 月，索末菲被聘請為克勞斯塔爾工業大學的數學教授，繼承物理學家威廉·維恩的位置。這個職位給予他足夠的酬勞，能夠維持一個家庭。於是，他與约翰娜·赫普夫纳共結良緣，養育了三個男孩，一個女孩，有一個快樂美滿的家庭生活。
在克萊因的要求下，索末菲編輯了《數學科學百科全書》的第五冊，這是他在1898到1926年的主要工作。

### 亞琛工業大學
1900 年，經過克萊因的大力介紹，索末菲被委任為亞琛工業大學，應用力學系的特別教授。在那裡，他對流體動力學產生濃厚的興趣。他發展出許多關於流體動力學的理論。後來，在慕尼黑大學，他的學生，路德维希·霍普夫（Ludwig Hopf）與維爾納·海森堡也都繼續流體動力學的研究，寫出高品質的博士論文。

### 慕尼黑大學
1906 年，在物理學術界已頗具盛名，索末菲榮膺慕尼黑大學新成立的理論物理學院的主任。索末菲理論物理學院主任的職位是慕尼黑大學物理學院的威廉·倫琴院長所指派的。一直到十九世紀晚期與二十世紀初期，在德國，實驗物理比理論物理更受重視，擁有較高的地位。可是，在二十世紀初期，理論物理學家，像慕尼黑大學的索末菲和在哥廷根大學的馬克斯·玻恩，靠著他們的在數學方面的造詣與天賦，完全地將台面翻轉過來，理論物理成為了主動者，而實驗物理的角色縮化為理論的核對或促進。索末菲的博士學生，維爾納·海森堡與沃尔夫冈·泡立，後來都因為在理論量子力學領域的貢獻，分別獲得了諾貝爾獎。而在取得博士學位後，包利、海森堡和瓦尔特·海特勒成為玻恩的助理，並且對量子力學的迅速發展有極大的貢獻。
在慕尼黑，索末菲遇到愛因斯坦，開始接觸到狹義相對論。那時，狹義相對論尚未被廣泛的接受。索末菲在數學方面做了許多重要的貢獻，給予狹義相對論更踏實的數學基礎，幫助解釋這理論的正確性，使許多仍舊持有懷疑態度的物理學家能夠心服口服。1914年他與莱昂·布里渊共同研究電磁波的傳播於色散介質。他也是量子力學的開山祖師之一。他提出的索末菲模型，是波耳模型的推廣。他發現了精細結構常數，是電磁相互作用中電荷之間耦合強度的無因次度量。他寫了一本關於原子理論的書，《Atombau und Spektrallinien》。這本書成為新一代物理學家學習原子理論的必讀書。索末菲又將他的課堂講義整理編輯，發表為一套六集的書籍，《理論物理學講義》。
索末菲在慕尼黑大學教書三十二年，桃李滿門，望重杏壇。索末菲知道如何發掘與招募優秀人才，提升他們對物理與數學的興趣，培育他們成為理論物理的精英。雖然索末菲身兼教授與學院主任二職，他跟學生和同事之間並沒有任何隔閡。他常常邀請他們共同合作，樂意地接納他們尖銳的想法與建議。索末菲除了教一般和專業的課程，他也舉辦了許多研討會和座談會。ㄧ般課程包括力學、變形體力學、電動力學、光學、熱力學、統計力學和解偏微分法。一個禮拜有4小時，冬天有13週而夏天有11週，這些課程提供給有參加實驗物理課程的學生。此外，每週有2個小時的簡報時間以供討論問題。這些特別課程都是基於當前的熱門題目及索末菲的研究興趣。從這些課程的得到的結論，時常會出現在索末菲發表的科學文獻。這些特別課程的目的是要解決當下理論物理的焦點問題，同時使他與他的學生共同有系統地了解這些焦點問題。在1942-1951年間，索末菲致力於編改課堂講義，後來出版為六卷書籍《理論物理講義》。
玻恩相信索末菲具有研究和發現事物的天份。愛因斯坦告訴索末菲：「我特別欽佩你的是你能夠從層土中製造出那麼多的年輕天才。」做為一位教授與研究院院長，索末菲的風格並沒有使他與同事和學生們出現任何距離，他會邀請他們與他共同合作，而他們的點子往往會影響他做學問的想法。他會邀請他們到他的房子，並在研討會前會和他們在咖啡屋會面。索末菲在山中有一個渡假屋。每當節慶假日，他總會歡迎他的學生和同事來渡假屋釣魚、打獵、爬山、或滑雪，暫時放下手裏的工作，欣賞大自然的美景。
1951 年，索末菲與兩個孫子出外散步，不幸被車子撞倒。可惜傷勢過重回天乏術，享壽 82 歲。

## 榮譽
索末菲一生得過無數的榮譽，像馬克斯·普朗克獎章，洛侖茲獎章，奧斯特獎章。他被選入皇家學會，美國國家科學院，俄羅斯科學院，印度科學理工學院，以及許多其它在柏林，慕尼黑，哥廷根，威尼斯等等的科學院，並擁有許多大學頒發的榮譽博士學位。他唯一沒有得到的是諾貝爾獎，但他曾經被提名 81 次之多，多過任何其它物理學家。也許是因為諾貝爾基金會比較偏好開疆闢土的發現或旋轉乾坤的突破，而不是一生累積的成就。
2004年，為了紀念索末菲對於理論物理的貢獻。慕尼黑大學新成立的理論物理中心命名為索末菲理論物理中心。

## 參閱
- 舊量子論

## 精選作品
- 阿諾·索末菲 “Some Reminiscences of My Teaching Career”, American Journal of Physics Volume 17, Number 5, 315-316 (1949). 接受奧斯特獎章時的演講。

## 著作
- 阿諾·索末菲，《Mathematische Theorie der Diffraction》， Math. Ann. 47 317-374 (1896)
  - 阿諾·索末菲，《Mathematische Theorie der Diffraction》，英文翻譯，譯者 Raymond J. Nagem ， Mario Zampolli ，與 Guido Sandri ，(Birkhäuser Boston, 2003) ISBN 0-8176-3604-8
- 阿諾·索末菲，《Atombau und Spektrallinien》，(Friedrich Vieweg und Sohn, Braunschweig, 1919)
  - 阿諾·索末菲，《Atomic Structure and Spectral Lines》，英文翻譯，譯者 Henry L. Brose ，(Methuen, 1923)
- 阿諾·索末菲，《Atombau und Spektrallinien, Wellenmechanischer Ergänzungband》，(Vieweg, Braunschweig, 1929)
  - 阿諾·索末菲，《Wave-Mechanics: Supplementary Volume to Atomic Structure and Spectral Lines》，英文翻譯，譯者 Henry L. Brose ，(Dutton, 1929)
- 阿諾·索末菲，漢斯·貝特， Elektronentheorie der Metalle ，編輯者 H. Geiger 與 K. Scheel ，《Handbuch der Physik》， Volume 24, Part 2, 333-622 (Springer, 1933). 這篇接近三百頁的文章後來又特別被發表為一本書：《Elektronentheorie der Metalle》，(Springer, 1967)
- 阿諾·索末菲，《Mechanik - Vorlesungen über theoretische Physik Band 1》， (Akademische Verlagsgesellschaft Becker & Erler, 1943) 
  - 阿諾·索末菲，《Mechanics - Lectures on Theoretical Physics Volume I》，英文翻譯，譯者 Martin O. Stern ，(Academic Press, 1964)
- 阿諾·索末菲，《Mechanik der deformierbaren Medien - Vorlesungen über theoretische Physik Band 2》，(Akademische Verlagsgesellschaft Becker & Erler, 1945) 
  - 阿諾·索末菲，《Mechanics of Deformable Bodies - Lectures on Theoretical Physics Volume II》，英文翻譯，譯者 G. Kuerti ，(Academic Press, 1964)
- 阿諾·索末菲 Elektrodynamik - Vorlesungen über theoretische Physik Band 3 (Klemm Verlag, Erscheinungsort, 1948)
  - 阿諾·索末菲，《Electrodynamics - Lectures on Theoretical Physics Volume III》，英文翻譯，譯者 Edward G. Ramberg ，(Academic Press, 1964)
- 阿諾·索末菲，《Optik - Vorlesungen über theoretische Physik Band 4》，(Dieterich'sche Verlagsbuchhandlung, 1950)
  - 阿諾·索末菲，《Optics - Lectures on Theoretical Physics Volume IV》，英文翻譯，譯者 Otto Laporte ， Peter A. Moldauer ，(Academic Press, 1964)
- 阿諾·索末菲，《Thermodynamik und Statistik - Vorlesungen über theoretische Physik Band 5》， Herausgegeben von Fritz Bopp ， Josef Meixner. (Diederich sche Verlagsbuchhandlung, 1952)
  - 阿諾·索末菲，編輯 F. Bopp ， J. Meixner ，《Thermodynamics and Statistical Mechanics - Lectures on Theoretical Physics Volume V》，英文翻譯，譯者 J. Kestin ，(Academic Press, 1964)
- 阿諾·索末菲，《Partielle Differentialgleichungen der Physik - Vorlesungen über theoretische Physik Band 6》， (Dieterich'sche Verlagsbuchhandlung, 1947)
  - 阿諾·索末菲，《Partial Differential Equations in Physics - Lectures on Theoretical Physics Volume VI》，英文翻譯，譯者 Ernest G. Straus ，(Academic Press, 1964)
- 阿諾·索末菲，《Three Lectures on Atomic Physics》，(London: Methuen, 1926)
- 阿諾·索末菲，《Lectures on Wave Mechanics Delivered before the Calcutta University》，(Calcutta University, 1929)
- 菲利克斯·克萊因，阿諾·索末菲，《Über die Theorie des Kreisels》，4 集 (Teubner, 1897)
- 菲利克斯·克萊因，阿諾·索末菲，《Über die Theorie des Kreisels》，4 集 (Teubner, 1897)

## 延伸阅读
- Beyerchen, Alan D. Scientists Under Hitler: Politics and the Physics Community in the Third Reich (Yale, 1977)
- Eckert, Michael Mathematics, Experiments, and Theoretical Physics: The Early Days of the Sommerfeld School, Physics in Perspective Volume 1, Number 3, 238-252 (1999)
- Jungnickel, Christa and Russell McCormmach.  Intellectual Mastery of Nature.  Theoretical Physics from Ohm to Einstein, Volume 1: The Torch of Mathematics, 1800 to 1870. University of Chicago Press, paper cover, 1990a.  ISBN 0-226-41582-1
- Jungnickel, Christa and Russell McCormmach.  Intellectual Mastery of Nature.  Theoretical Physics from Ohm to Einstein, Volume 2: The Now Mighty Theoretical Physics, 1870 to 1925.  University of Chicago Press, Paper cover, 1990b. ISBN 0-226-41585-6
- Kant, Horst Arnold Sommerfeld – Kommunikation und Schulenbildung in Fuchs-Kittowski, Klaus ; Laitko, Hubert ; Parthey, Heinrich ; Umstätter, Walther (editors) Wissenschaft und Digitale Bibliothek: Wissenschaftsforschung Jahrbuch 1998 135-152 （页面存档备份，存于） (Verlag der Gesellschaft für Wissenschaftsforschung, 2000)
- Kirkpatrick, Paul Address of Recommendation by Professor Paul Kirkpatrick, Chairman of the Committee on Awards, American Journal of Physics Volume 17, Number 5, 312-314 (1949).  Address preceding award to Arnold Sommerfeld, recipient of the 1948 Oersted Medal for Notable Contributions to the Teaching of Physics, January 28, 1949.
- Kragh, Helge  Quantum Generations: A History of Physics in the Twentieth Century  (Princeton University Press, fifth printing and first paperback printing, 2002) ISBN 0-691-01206-7
- Mehra, Jagdish, and Helmut Rechenberg The Historical Development of Quantum Theory.  Volume 1 Part 1 The Quantum Theory of Planck, Einstein, Bohr and Sommerfeld 1900 – 1925: Its Foundation and the Rise of Its Difficulties.  (Springer, 1982)  ISBN 0-387-95174-1
- Pauling, Linus Arnold Sommerfeld: 1868 – 1951, Science Volume 114, Number 2963, 383-384 (1951)
- Singh, Rajinder 阿諾．索末菲 – 在德國的印度物理學支持者 （页面存档备份，存于） Current Science 81 No. 11, 10 December 2001, pp. 1489-1494